# ریکاردو گومز داسیلوا
ریکاردو گومز داسیلوا (انگلیسی: Ricardo Gomes da Silva؛ زادهٔ ۲۴ سپتامبر ۱۹۷۶) مربی آمادگی جسمانی فوتبال اهل پرتغال است.
وی در سال ۲۰۲۲ پس از انتخاب کارلوس کی‌روش به عنوان سرمربی تیم ملی فوتبال ایران، به عنوان مربی بدنساز در کنار وی مشغول به کار شد.